# Campeonato Mundial de Piragüismo en Eslalon de 1965
El IX Campeonato Mundial de Piragüismo en Eslalon se celebró en Spittal (Austria) entre el 7 y el 8 de agosto de 1965 bajo la organización de la Federación Internacional de Piragüismo (ICF) y la Federación Austríaca de Piragüismo.
Las competiciones se realizaron en el canal de piragüismo en eslalon acondicionado en el río Lieser, al norte de la ciudad austríaca.

## Medallistas

### Masculino
| Evento         | Oro | Plata | Bronce |
| -------------- | --- | --- | --- |
| K1 individual  | Kurt Presslmayr · Austria · 276,7 s                                                                                  | Eberhard Gläser RDA 277,4 s                                                                              | Uli Raysz RFA 277,7 s                                                                                          |
| C1 individual  | Gert Kleinert RDA 335,5                                                                                              | Luděk Beneš Checoslovaquia 374,0                                                                         | Manfred Schubert RDA 383,3                                                                                     |
| C2 individual  | Günther Merkel Manfred Merkel RDA 369,7                                                                              | Jiří Dejl Zdeněk Fifka Checoslovaquia 432,3                                                              | Fernand Götz · Wolfgang Klingebiel · Suiza · 446,9                                                             |
| K1 por equipos | Manfred Vogt Eugen Weimann Horst Dieter Engelke RFA 493,5                                                            | Eberhard Gläser Fritz Lange Rolf Luber RDA 519,2                                                         | Robert Fabian · Manfred Hausmann · Kurt Presslmayr · Austria · 565,8                                           |
| C1 por equipos | Jiří Vočka Luděk Beneš Bohuslav Pospíchal Checoslovaquia 472,8                                                       | Christian Kaufmann Heiner Stumpf Otto Stumpf RFA 517,9                                                   | Jochen Förster Gert Kleinert Manfred Schubert RDA 537,9                                                        |
| C2 por equipos | Checoslovaquia Ladislav Měšťan / Zdeněk Měšťan Emil Pollert / Jaroslav Pollert Jaroslav Brejcha / Milan Kalas 1040,2 | Yugoslavia Janez Andrejašič / Jože Gerkman Milan Vidmar / Borut Justin Franc Žitnik / Leon Žitnik 1231,7 | RFA Friedrich Bohry / Walter Gehlen Hermann Roock / Norbert Schmidt Wolf Dieter Seller / Günther Tuchel 1322,7 |

### Femenino
| Evento         | Oro                                               | Plata                                                                | Bronce                                               |
| -------------- | ------------------------------------------------- | -------------------------------------------------------------------- | ---------------------------------------------------- |
| K1 individual  | Ursula Gläser RDA 310,7 s                         | Lia Merkel RDA 345,5 s                                               | Bärbel Körner RFA 381,3 s                            |
| K1 por equipos | Ursula Gläser Bärbel Richter Lia Merkel RDA 420,5 | Bohumila Kapplová Renata Knýová Ludmila Polesná Checoslovaquia 592,7 | Heide Boikat Bärbel Körner Kirsten Schmidt RFA 722,2 |

### Mixto
| Evento         | Oro                                                                                                 | Plata | Bronce |
| -------------- | --------------------------------------------------------------------------------------------------- | --- | --- |
| C2 individual  | Ludmilla Sirotková Václav Janoušek Checoslovaquia 475,4 pts.                                        | Jiřina Šedivcová Josef Šedivec Checoslovaquia 494,1 pts.                                                                       | Erika Schönfeld Horst Wängler RDA 532,4 pts.                                                              |
| C2 por equipos | RDA Edith Grabo / Werner Lempert Monika Lehmann / Rolf Müller Erika Schönfeld / Horst Wängler 747,2 | Checoslovaquia Milada Absolonová / Antonín Absolon Ludmilla Sirotková / Václav Janoušek Jiřina Šedivcová / Josef Šedivec 843,8 | Francia Simone Blanc / Gérard Ghidini Michele Olry / Michel Berthenet Henriette Guette / Jean Olry 2117,5 |

## Medallero
| Núm. | País           | Oro | Plata | Bronce | Total |
| ---- | -------------- | --- | ----- | ------ | ----- |
| 1    | RDA            | 5   | 3     | 3      | 11    |
| 2    | Checoslovaquia | 3   | 5     | 0      | 8     |
| 3    | RFA            | 1   | 1     | 4      | 6     |
| 4    | Austria        | 1   | 0     | 1      | 2     |
| 5    | Yugoslavia     | 0   | 1     | 0      | 1     |
| 6    | Francia        | 0   | 0     | 1      | 1     |
| 6    | Suiza          | 0   | 0     | 1      | 1     |
|      | TOTAL          | 10  | 10    | 10     | 30    |